# Олимпијски стадион у Доњем граду на Калемегдану
Олимпијски стадион у Доњем граду на Калемегдану била је идеја и најексплицитнији покушај наметања архитектонско-урбанистичких модела Трећег рајха пред сам почетак Другог светског рата у главном граду Краљевине Југославије, када је нацистичка идеологија у Европи била на врхунцу моћи. Олимпијски стадион је требало да буде завршен до лета 1941. године, како би се на њему извело крунисање краља Петра II Карађорђевића на његов осамнаести рођендан.

## Историја
Идеја за овај пројекат зачета је 1936. године, када је Вернеру Марх пројектовао Олимпијски стадион за XI Олимпијаду у Берлину, и када је Југословенски олимпијски одбор на Конгресу Међународног олимпијског одбора поднео захтев да се Олимпијада у Београду одржи 1948. године. Маја 1938. године, на позив тадашњег председника Владе Краљевине Југославије Милана Стојадиновића, у Београд је допутовао архитекта Вернер Марх, који је тада изјавио:
| „ | Положај Београда на обалама Дунава и Саве са великим острвима, на многобројним падинама и косама нарочито је погодан за подизање вежбалишта и борилишта за све гране спорта. | ” |

Након посете Београду архитекта Марх је за поменути комплекс предложио локацију Доњег града, јер је сматрао да је... 
| „ | хармонично прилагођена древним утврђењима и зидовима, а украшена новим монументима – као национално светиште...и предложио...да царински магацини кваре естетски изглед овог дела Београда, те да су урбанистички проблеми веома актуелни у граду, као што је измештање Главне железничке станице, товарне станице, пристаништа и индустријског поља. | ” |

 Након што је његов пројекат одобрен од стране Министарства грађевина, он је са својом екипом започео 1939. године пројектовање стадиона и у форми репрезента реал-политичког дискурса нацизма.
Према пројектној долументацији коју је јулу 1939. године, приказо Марх  то је био велики спортског комплекс који је у свом окружењу имао: 
- спортско поље са олимпијским стадионом за 55.000 гледалаца,
- пливачки стадион за приближно 15.000 гледалаца,
- наткривени базен за пливање,
- Академију за високо телесно васпитање.

Пројекта је у псоебно делу предвиђао и уређење Калемегдана.
Само шест недеља пред Априлски рат, 22. фебруара 1941. године, председник општине Јеврем Томић представио је на конференцији план „Сава нова варош – City Београд“, према пројектној документацији архитекта Драгише Брашованија, који је у оквиру новог дела на левој обали Саве, у оквиру пројекта инкорпорирао и олимпијски комплекс немачког архитекте Марха. Драгише Брашовани јр и поред гласног противљење архитектонске струке, подлегао доминацијом идеологије која је клизила лагано према рату.

## Супротстављени ставови
Како је по овом пројекту изградњи Стадиона на Београдској тврђави,  подразумевала преуређење читавог комплекса Горњег града и Калемегдана, рушење и премештање историјских и националних споменика, тоа је изазвало бројне реакције у јавности. 
Многи савременици у овом покушају су видели „тежњу да се уклони баш оно што сведочи о нашој борбености, о нашим победама, о нашој прошлости, о нашој судбини и независности“. 
Док су београдски архитекти и инжењери отворено иступали против овакве одлуке, група Вернера Марха у Берлину убрзано је радила на пројектима и макети Олимпијског стадиона, која је потом изложена приликом отварања изложбе „Нове немачке грађевинске уметности“ на Београдском сајму октобра 1940, на месту где ће за нешто више од пола година постати велики озлоглашени  немачки логор смрти „Сајмиште”.